# Namagashi
Les namagashi (生菓子) sont des types de wagashi, terme général pour désigner les collations servies lors de la cérémonie japonaise du thé. Un namagashi peut contenir de la gelée de fruits ou de la pâte de haricot sucrée.
Dans l'industrie japonaise, les confiseries sont réparties en trois catégories :
- namagashi, contenant plus de 40 % d'eau,
- han-namagashi (半生菓子?), entre 10 et 40 %,
- higashi (干菓子/乾菓子?), moins de 10 %.